# Psathyrella asperospora
Psathyrella asperospora är en svampart som först beskrevs av Cleland, och fick sitt nu gällande namn av Guzmán, Bandala & Montoya 1991. Psathyrella asperospora ingår i släktet Psathyrella och familjen Psathyrellaceae.   Inga underarter finns listade i Catalogue of Life.